# Santa Túnica

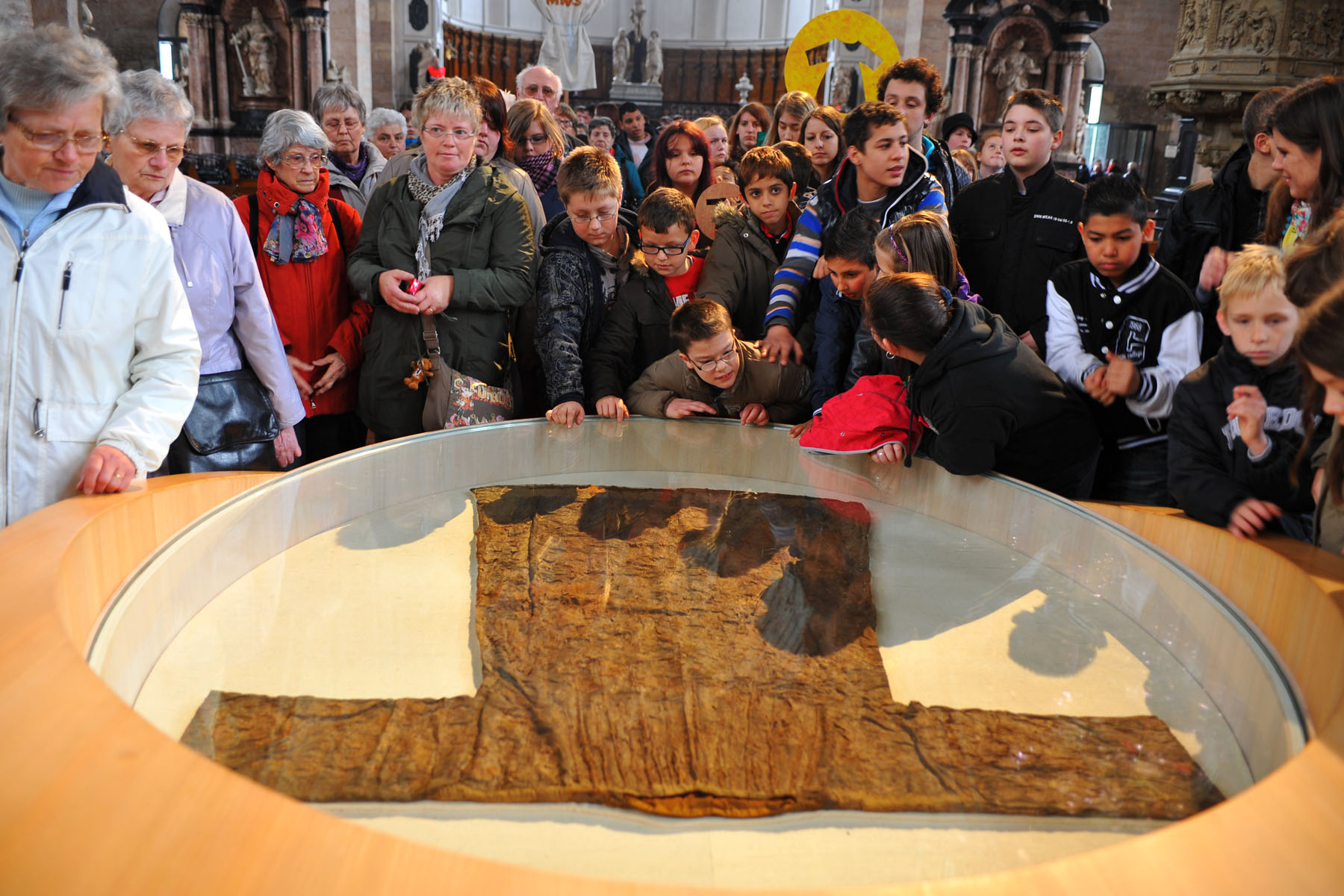
El relicario de la Santa Túnica en Tréveris durante su exhibición en 2012.

Se conoce por Santa Túnica a una de las prendas de vestir que portaba Jesús de Nazaret antes de ser crucificado. Concretamente, se trata de la parte más interior del ropaje que cubría el cuerpo y sobre la que vestía otras prendas que eran las que quedaban a la vista. Se le conoce también como la túnica inconsútil, o sea sin costuras por ser de una sola pieza. Una piadosa tradición supone que fue tejida por su propia madre María.
Tanto la prenda en sí como el acto de expoliar o despojar a Jesús de ella, dejando su cuerpo a la vista, ha sido considerados por la Iglesia católica, como símbolos para aspectos de la doctrina cristiana. También, el que Cristo tuviera bienes o su propia túnica, ha sido tema de debate teológico y fuente de argumentos para reflexionar sobre el tema de la pobreza.
Existen hoy en día varias reliquias que postulan ser la prenda que vestía Jesús durante los momentos previos a su crucifixión. Estas reliquias se sitúan (por orden alfabético) en Alemania, Francia y Rusia. Cada una de ellas está asociada a una tradición distinta para fundamentar su presencia en los respectivos sitios donde está depositada.
Aunque la Iglesia no se pronuncia sobre la autenticidad de ninguna de ellas, admite su veneración, no como objeto en sí, sino como representación de elementos del cristianismo al igual que una representación pictórica o en escultura de Jesucristo.
La Santa Túnica ha sido objeto de veneración desde la Edad Media y los lugares donde se depositan sus posibles reliquias han sido, y lo siguen siendo hoy en día, destinos de peregrinación. Además de esto, en el caso de Georgia está íntimamente ligada a la difusión del cristianismo en su territorio y la creación de su Iglesia.

## La Santa Túnica en la doctrina cristiana

### Descripción en la Biblia
La Santa Túnica es mencionada en la Biblia, por única vez, en un pasaje dentro del evangelio de Juan:
| 23 Cuando los soldados hubieron crucificado a Jesús, tomaron sus vestidos, e hicieron cuatro partes, una para cada soldado. Tomaron también su túnica, la cual era sin costura, de un solo tejido de arriba abajo. 24 Entonces dijeron entre sí: No la partamos, sino echemos suertes sobre ella, a ver de quién será. Esto fue para que se cumpliese la Escritura, que dice: repartieron entre sí mis vestidos, y sobre mi ropa echaron suertes. Y así lo hicieron los soldados. —Juan 19:23-24 |

### Significado actual para el cristianismo católico

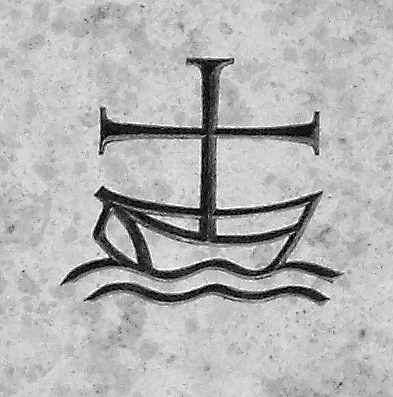
Símbolo ecuménico.
La Santa Túnica ha sido considerada por la Iglesia católica como una representación de la unidad de la Iglesia.

Existen varios ejemplares en el mundo que reclaman ser la túnica mencionada en las escrituras. Sin entrar a valorar su autenticidad, la Iglesia católica considera a la Santa Túnica más bien como un símbolo.
Tradicionalmente se la ha visto como una alegoría de la unidad de la Iglesia debido a su carácter de pieza tejida sin costuras o inconsútil. Cipriano de Cartago escribió en su obra De unitate ecclesiae que su peculiaridad de estar tejida de arriba abajo significaba que «la unidad que trae Cristo procede de lo alto, del Padre celestial, y por ello no puede ser rasgada por quien la recibe, sino que debe ser acogida en su integridad».

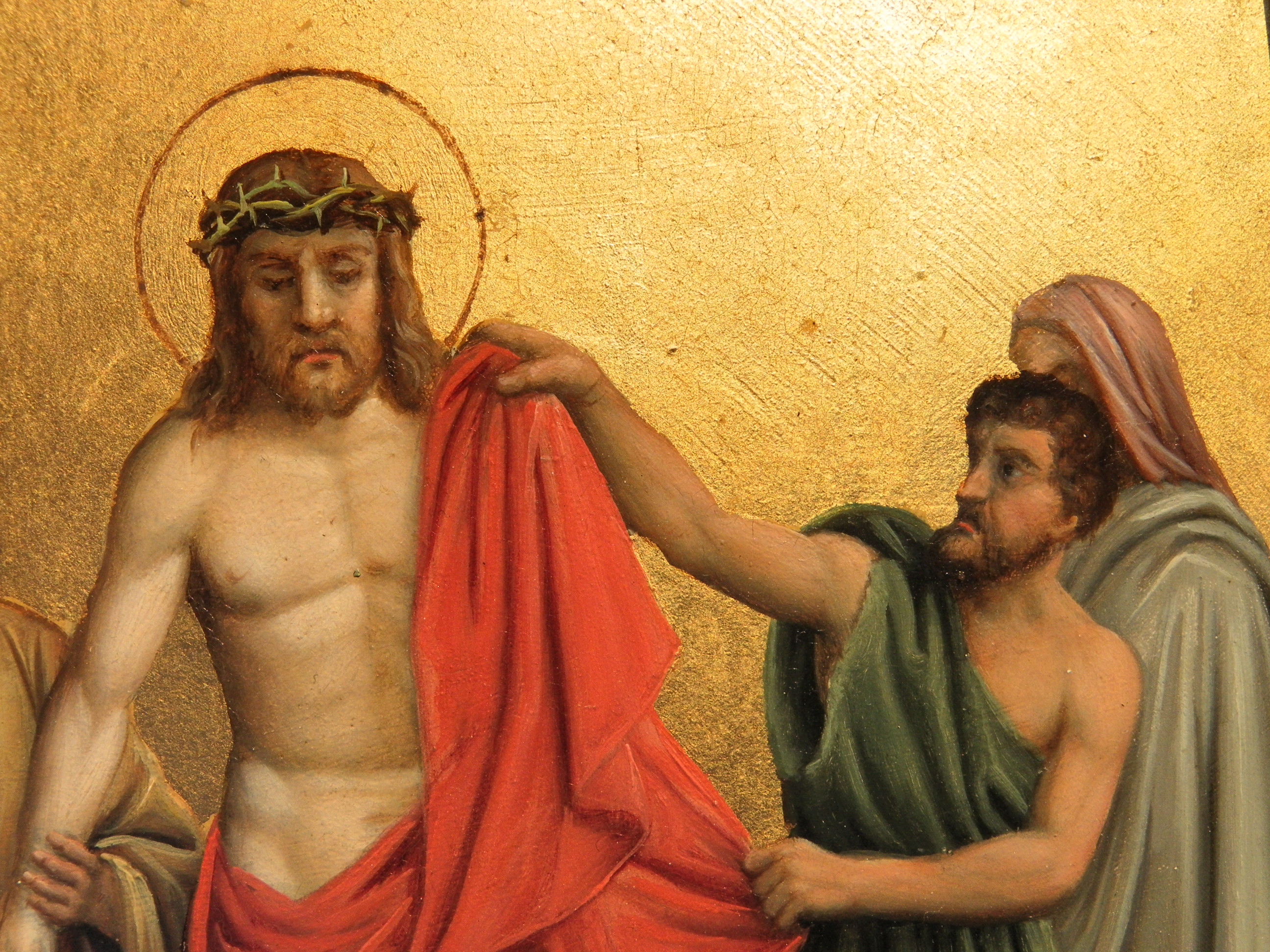
Imagen representando el momento en que Jesús de Nazaret es despojado de su túnica. La Iglesia católica también considera a la Santa Túnica como una símbolo de la dignidad del cuerpo humano.

El hecho de que la vestimenta de Jesús estuviese formada por unas prendas exteriores que fueron repartidas y una túnica interior que no pudo serlo, representaría que la Iglesia tiene un «elemento humano y visible» así como una «unidad profunda que se identifica con el Espíritu Santo».
Con destino a la catedral de Tréveris donde se conserva la, quizás, más renombrada reliquia de la túnica, se han celebrado desde 1512 peregrinaciones con motivo de su exhibición al público. Desde la realizada en 1930, estas peregrinaciones tienen un carácter ecuménico y el obispo invita a ellas a todos los cristianos independientemente de su denominación.
Por otro lado, también se la ha considerado como una encarnación de la protección del pudor y la dignidad del cuerpo humano. El acto de arrebatarla con violencia por los soldados se convertiría así en una representación de cómo se compra y se vende el cuerpo humano en las calles, la televisión o en «las casas convertidas en calles».

## Tradiciones sobre su recuperación y situación actual

### Ejemplar de Tréveris (Alemania)

#### Aparición en la ciudad

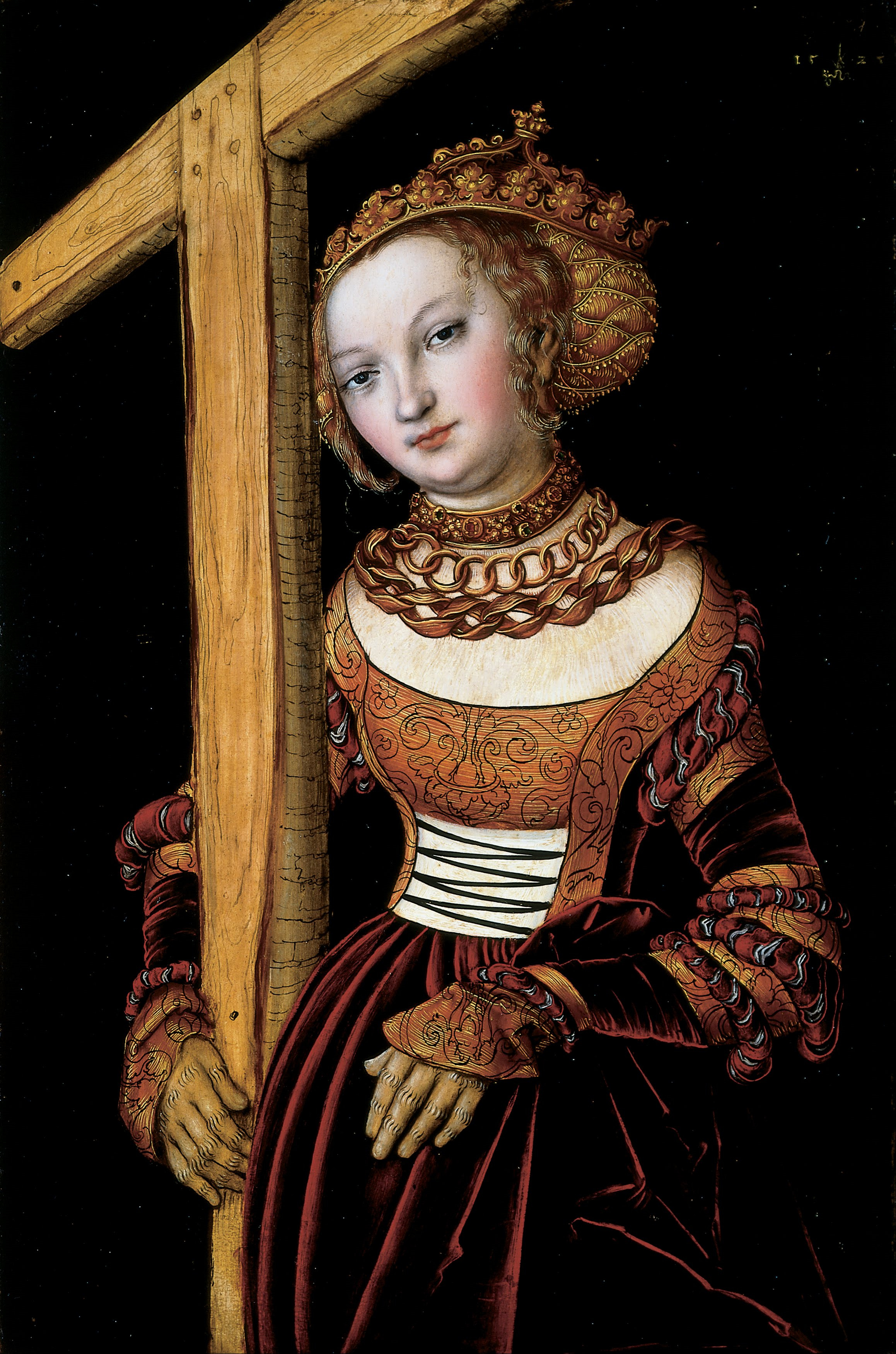
Helena de Constantinopla. Según la tradición de Tréveris, recuperó la reliquia de Tierra Santa y la envió a la ciudad.

Helena de Constantinopla, madre del emperador romano Constantino es la protagonista de esta tradición, según la cual, fue ella quién recuperó la Santa Túnica durante una peregrinación a Tierra Santa.
El viaje de Helena se realizó en el año 327 o 328. Los relatos de su estancia en Jerusalén escritos por Gelasio de Cesarea y Ambrosio de Milán relatan que encontró la cruz de Cristo pero no indican nada sobre la Santa Túnica. Una crónica de la vida de Agricio escrita antes de 1072 cita que recibió de Helena varias reliquias.
Existen evidencias de que, sobre el año 1100, la población de la ciudad estaba convencida de la existencia de la túnica dentro de la catedral y que esta se había recibido de Helena. La obra Gesta Treverorum indica en 1105 que la reliquia se encontraba en Tréveris. La Kaiserchronik escrita en el siglo XII contiene también información sobre su existencia.

#### Culto y peregrinaciones

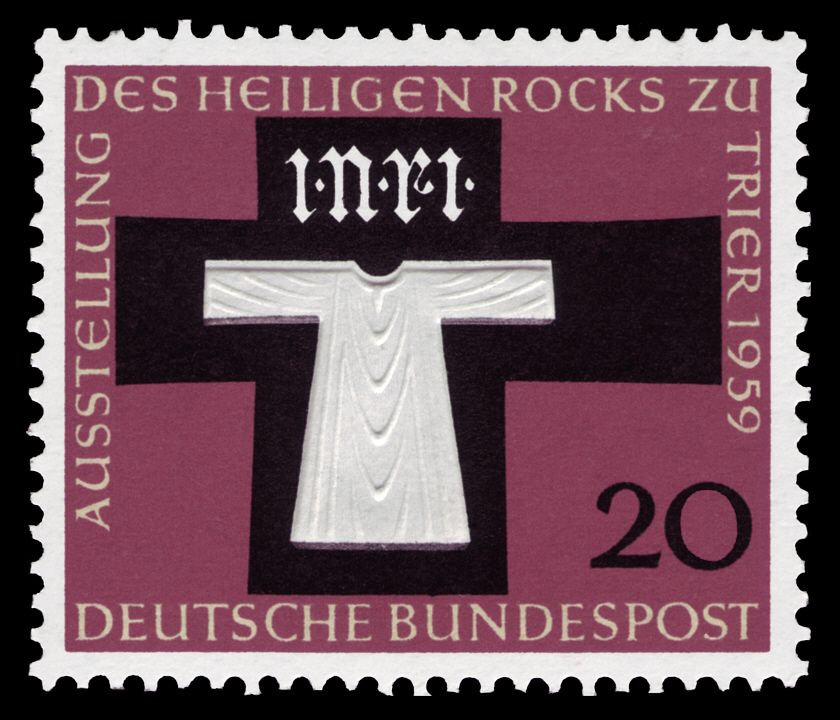
Sello conmemorativo por la exhibición de la reliquia en 1959.

El 14 de abril de 1512 fue abierto el altar mayor de la catedral y la reliquia mostrada al emperador Maximiliano. La población de la ciudad, enterada de ello, también quiso verla y la noticia de su exhibición se propagó rápidamente provocando que un gran número de peregrinos viajasen a Tréveris. Entre 1517 y 1545 las peregrinaciones se realizaron cada siete años hasta que se suspendieron debido a la inestabilidad en esta parte de Europa. Esta situación de guerras continuó en el siglo XVII y provocó que la túnica fuese custodiada en Coblenza y posteriormente Colonia. También en los años de ocupación durante las guerras revolucionarias francesas tuvo que ser traslada realizando un periplo por las ciudades de Coblenza, Würzburg, Bamberg y Augsburgo. El obispo francés, impuesto en Tréveris por Napoleón, consiguió que la reliquia volviese a la ciudad en 1810 lo que provocó la llegada espontánea de 230 000 peregrinos entre el 9 y el 27 de septiembre. Las siguientes exhibiciones de la túnica en 1844 y 1891 atrajeron a cerca de medio millón y un millón, respectivamente, de fieles. Estas cifras serían superadas por la posterior de 1934 durante la que más dos millones de personas acudieron a la catedral.
Durante el periodo entre agosto de 1939 y octubre de 1944 fue escondida en Limburgo del Lahn y posteriormente retornada a Tréveris donde fue protegida dentro de un búnker bajo la catedral. Las siguientes peregrinaciones de 1959 y 1996 atrajeron a 1 800 000 y 700 000 peregrinos respectivamente. En el año 2012 se celebró la, hasta ahora (2017), última exhibición de la reliquia.

#### Naturaleza y estado de conservación

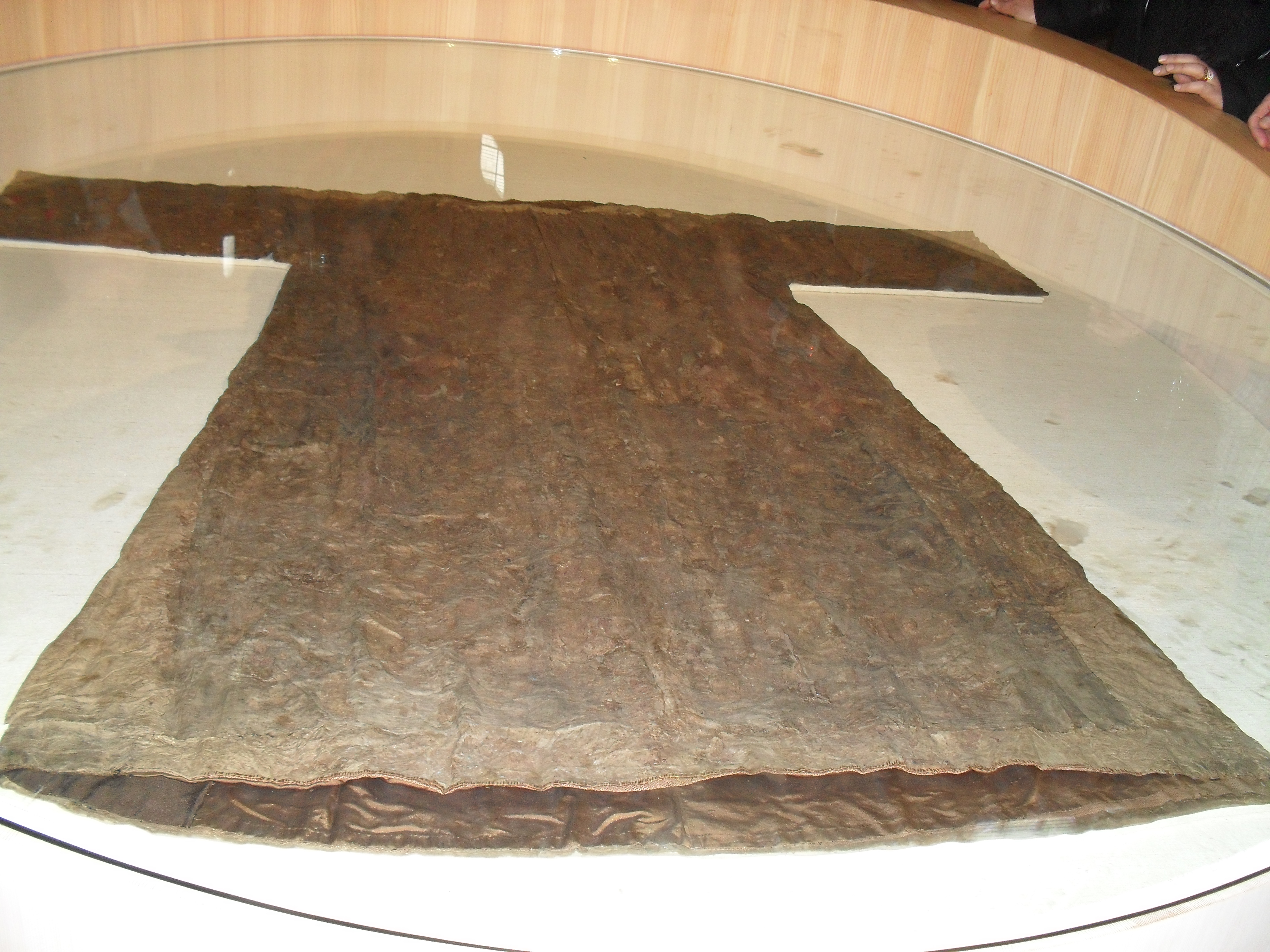
Relicario textil en forma de una túnica confeccionada con varias capas. La más interior contiene los fragmentos de la reliquia.

El estado actual de la túnica dista mucho de la que pudo tener originalmente. Las sucesivas actuaciones para su protección y restauración realizadas a lo largo de los siglos han alterado bastante su estado. Lo que hoy en día se puede contemplar a simple vista no es la prenda en sí sino lo que podría denominarse como «relicario textil».  Es una túnica cuya forma dista de la que pudo tener en época de Jesús. Su estilo se corresponde con las que se utilizaban para la liturgia durante el siglo XVI. Está formada por una serie de capas superpuestas de seda o tul que fueron añadidas en las citadas actuaciones. La capa más interior es la que contiene la reliquia propiamente dicha, la cual queda protegida por las exteriores. En 1973 se realizó un estudio textil-arqueológico sobre la reliquia el cual determinó que las partes que se consideran de la Santa Túnica existentes en dicha capa interior son fragmentos de paño de lana. Debido a su estado, no fue posible datar con exactitud su antigüedad aunque sí se determinó que eran compatibles con una datación en el siglo I.

### Ejemplar de Argenteuil (Francia)

#### Aparición en la ciudad

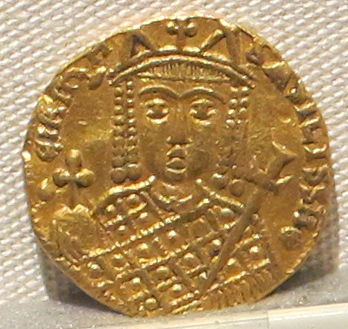
Moneda bizantina con la imagen de Irene de Constantinopla quien, según la tradición de Argenteuil, entregó la túnica a Carlomagno.

La primera noticia segura de la existencia de este ejemplar proviene de un documento medieval denominado «Charta Hugonis» datado en 1156 y en el que se indica que la túnica se encuentra temporibus antiquis (desde tiempos antiguos) en la iglesia de los benedictinos de Argenteuil.
Para la historia previa de la reliquia todo se basa en tradiciones y leyendas. Gregorio de Tours, a finales del siglo VI, dentro de su obra Liber in Gloria Martyrum Beatorum (gloria de los mártires) afirmaba que se encontraba depositada en la iglesia de los santos arcángeles en una localidad llamada «Galatha», a 200 km de Constantinopla.
La crónica de Fredegario, un texto anónimo escrito a finales del siglo VII, indica que la túnica fue encontrada dentro de un cofre de mármol en la ciudad de «Zafad» (posiblemente la actual Jaffa), cerca de Jerusalén y que los patriarcas de Constantinopla, Antioquía y Jerusalén la llevaron a pie a la ciudad santa.
Jerusalén fue tomado por los persas en 614 y se supone que estos requisaron durante catorce años la reliquia hasta que fueron derrotados por los bizantinos y la túnica volvió, esta vez, a Constantinopla donde se depositó en el palacio de Bucoleón.
La reliquia habría pasado con los años a la emperatriz bizantina Irene quién estuvo en negociaciones para casarse con Carlomagno a quien se la envió como muestra de su buena voluntad. El rey franco, a su vez, la entregó al monasterio de Argenteuil del que su hija Teodrada era la priora.

#### Culto y peregrinaciones

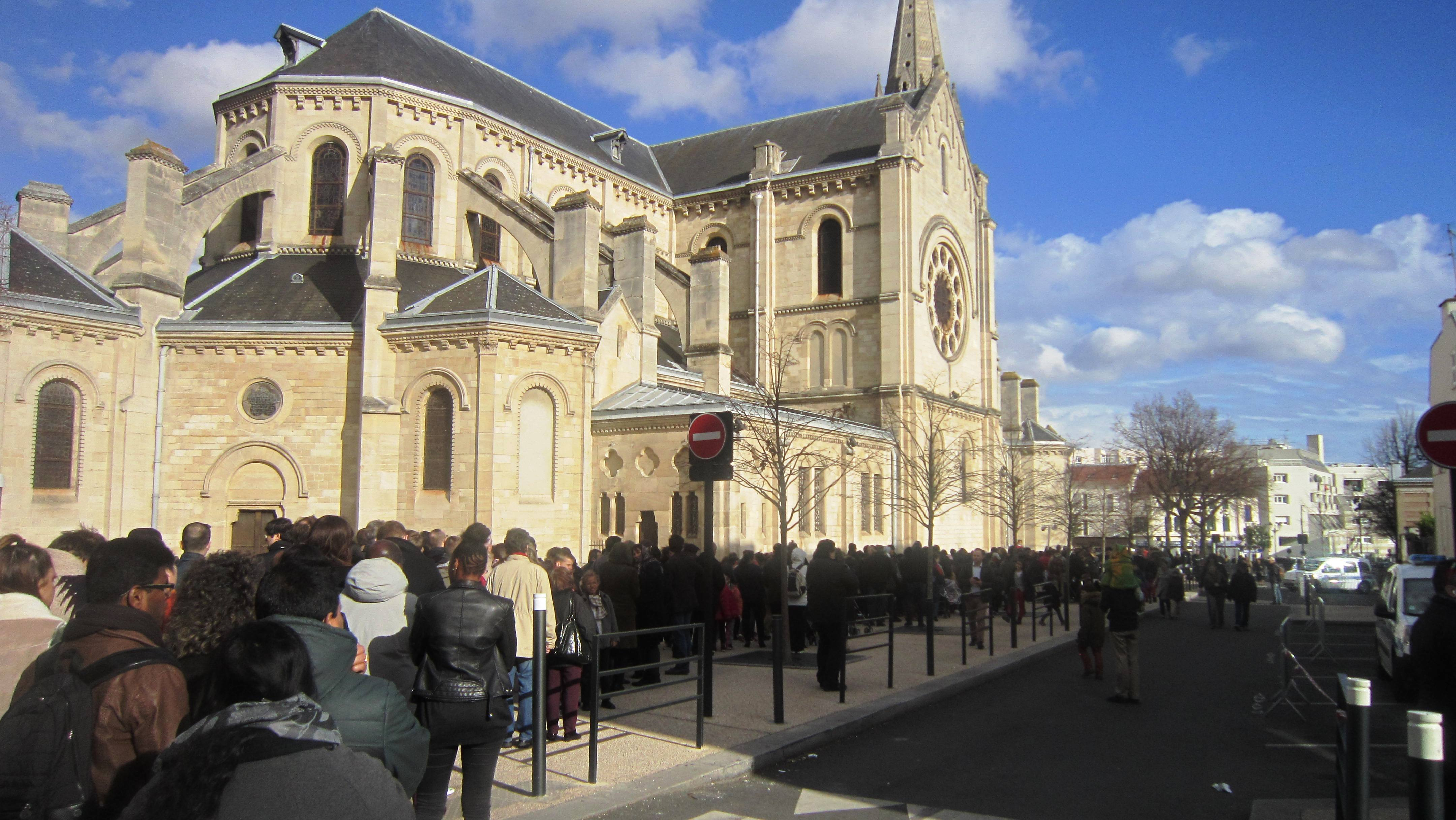
Visitantes esperando para contemplar la reliquia en 2016.

Con el comienzo de las incursiones vikingas a Francia, la inseguridad reinante aconsejó ocultar la reliquia dentro de uno de los muros, algo que permitió que no desapareciese durante el ataque que sufrió la abadía en 850. A partir de 1003, cuando esta quedó reconstruida, los peregrinos volvieron a acudir a venerar la reliquia.
Las guerras de religión en Francia durante la segunda mitad del siglo XVI fueron un obstáculo para las peregrinaciones ya que durante ellas la abadía fue incendiada por los hugonotes en 1567. Al acabar los enfrentamientos, se volvió al culto y personajes como el rey Enrique III, María de Médicis, el cardenal Richelieu o Luis XIII acudieron a rezar junto a la reliquia. La llegada de peregrinos recibió un notable impulso cuando, en 1653, el culto a la reliquia recibió un reconocimiento papal por parte de Inocencio X.
Tras la revolución francesa quedaron abolidas las instituciones religiosas por lo que el monasterio benedictino de Argenteuil se disolvió. La túnica se depositó entonces en la iglesia parroquial pero, tras los ataques de revolucionarios a otras reliquias, el antiguo abad del monasterio decidió cortarla en varios trozos y esconderlos separados. El abad fue encarcelado durante dos años y a su salida, recuperó los fragmentos escondidos a excepción de uno que se perdió y otros que quedaron en la parroquia de Longpont-sur-Orge.

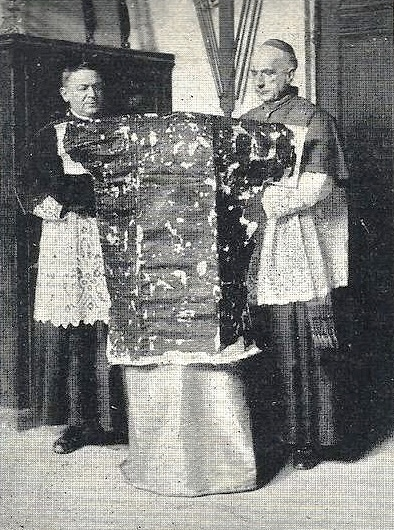
Exhibición de la reliquia en 1934.

La túnica se trasladó posteriormente a la basílica de Saint-Denys. Quedó enrollada y depositada en un relicario situado en una capilla a la derecha del coro. Cada cincuenta años —los acabados en 34 y 84 de cada siglo— la pieza es sacada y expuesta al público sobre un maniquí. De manera excepcional se realizó una exhibición de la reliquia en 2016 por un triple motivo:  el cincuenta aniversario de la diócesis de Pontoise;  el ciento cincuenta aniversario de la última reconstrucción de la basílica de Saint Denys y la celebración del jubileo de la Misericordia.

#### Naturaleza y estado de conservación
La reliquia ha sufrido considerablemente con el paso del tiempo. Como se ha mencionado anteriormente, fue cortada en trozos en 1793 y algunos de ellos no se recuperaron. Con el fin de protegerla, en el siglo XIX se cosieron los pedazos sobre una túnica de seda blanca que actúa como soporte.
Sobre la túnica se han realizado varios estudios de diverso tipo durante los últimos dos siglos. Entre ellos, una datación mediante carbono 14 realizada en 2004 situó su origen entre los años 530 y 640. Por otro lado, en 1893 ya se había determinado que el tejido estaba fabricado con lana de oveja.
Otras investigaciones afirman aspectos más subjetivos como que su teñido fue realizado de acuerdo a procedimientos vigentes durante el siglo I y que fue tejida en un telar antiguo, de una sola pieza y en un estilo similar al que se daba Siria y Palestina durante ese siglo I. Igualmente, afirman que en el tejido se encuentran manchas de sangre que corresponderían al grupo AB.

### Ejemplares en Georgia

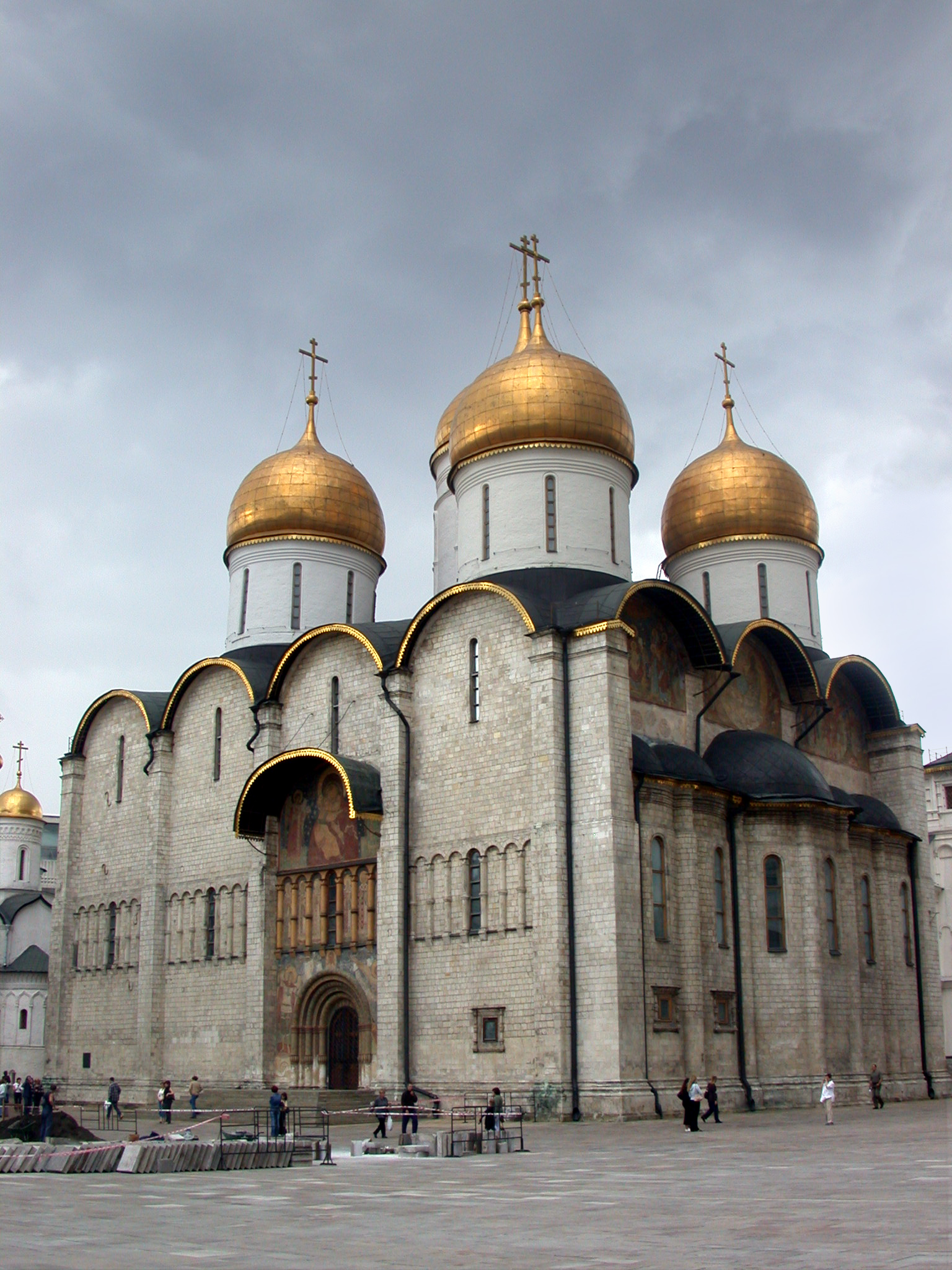
Catedral de la Dormición (Moscú). Según la tradición rusa, alberga un fragmento de la Santa Túnica.

Esta es una tradición que tiene diferentes versiones las cuales coinciden en el hecho de que, poco después de la muerte de Jesús, la túnica llegó a manos de una joven de la localidad georgiana de Mtskheta llamada Sidonia.
Igualmente, coinciden en que Sidonia, a su muerte, fue enterrada junto a la túnica. Junto a su tumba creció un cedro del que Ninó, la evangelizadora de Georgia, obtuvo las siete columnas de madera con las que construyó la primitiva iglesia antecesora de la actual Catedral de Svetitsjoveli. Hoy en día, es posible ver a través de un suelo de cristal los cimientos de la antigua iglesia. El Papa Francisco I, durante su visita a esta catedral el uno de octubre de 2016, centró su discurso en el significado que tiene la Santa Túnica para el cristianismo.
La túnica fue sustraía por el sah persa Abás el Grande en 1617 durante su saqueo de la catedral. Posteriormente la devolvió al zar Miguel I en 1625. Este entregó una parte a su hijo Alejo I y otra a su padre, el patriarca Filareto.
La túnica fue repartida en trozos con el tiempo y partes de ella aparecen en la catedral del palacio de Invierno y la dedicada a San Pedro y San Pablo (San Petersburgo); la catedral de la Dormición (Moscú); la catedral de Santa Sofía (Kiev); el monasterio Ipátiev (Kostromá) así como otros templos dentro de Rusia.